# Ahmed Douhou
Ahmed Douhou (Francia, 14 de diciembre de 1976) es un atleta francés retirado especializado en la prueba de 4 × 400 m, en la que ha conseguido ser medallista de bronce europeo en 2002.

## Carrera deportiva
En el Campeonato Europeo de Atletismo de 2002 ganó la medalla de bronce en los relevos 4x400 metros, con un tiempo de 3:02.76 segundos, llegando a meta tras Reino Unido y Rusia, siendo sus compañeros de equipo: Leslie Djhone, Ibrahima Wade y Naman Keïta.